# NGC 66
NGC 66은 고래자리 방향에 있는 중간나선은하이다.

## 같이 보기
- 신판일반목록
- 신판일반목록 천체 목록